# KkStB 660 sorozat
A kkStB 360 sorozat  egy szerkocsisgőzmozdony-sorozat volt a cs. kir. osztrák Államvasutaknál (k.k. Staatsbahn, kkStB), amely mozdonyok eredetileg az Államvasút-Társaság (Staats-Eisenbahn-Gesellschaft, StEG)–tól származtak.
A StEG 1900-ban több próbát is végzett 1C tengelyelrendezésű mozdonyokkal, hogy mely alkalmas mind teher, mind személyvonati szolgálatra.  A 38.51-60 pályaszámú háromhengeres kompaund gépezetű mozdonyokat a StEG mozdonygyára szállította 1905-ben.
A StEG államosításakor a kkStB a mozdonyokat a 660 sorozatba, a 01-10 pályaszámtartományba számozta be őket. Az első világháborút követően a Csehszlovák Államvasutakhoz nyolc db került a ČSD 344.2 sorozatba, míg a maradék kettő az Osztrák szövetségi Vasutak (Bundesbahnen Österreishs, BBÖ) került BBÖ 660 sorozat néven. A BBÖ a mozdonyait 1927-ben selejtezte. A ČSD a 344.207 kivételével, melyet 1926-ban selejtezett, átépítette a mozdonyokat és a ČSD 344.1 és a ČSD 344.3 sorozatba sorolta át őket. Ebben az állapotban az 1960-as évekig használták őket.

## Fordítás
- Ez a szócikk részben vagy egészben  a   kkStB 660 című német Wikipédia-szócikk fordításán alapul.  Az eredeti cikk szerkesztőit annak laptörténete sorolja fel. Ez a jelzés csupán a megfogalmazás eredetét és a szerzői jogokat jelzi, nem szolgál a cikkben szereplő információk forrásmegjelöléseként. Az eredeti szócikk forrásai szintén ott találhatóak.